# Бек, Макс
Макс Бек (англ. Max Beck; 1966  — 12 января 2008; США) — американский интерсекс-активист. Бек участвовал в первой известной публичной демонстрации против нарушений прав человека в отношении интерсекс-людей, которая состоялась в Бостоне 26 октября 1996 года. В настоящее время в этот день отмечается День интерсекс-людей.

## Биография
По словам Бека, его пол не смогли определить при рождении. В ходе медицинских обследований было обнаружено, что у него был X0/XY-мозаицизм. Ему удалили гонады и воспитывали его как девочку, с ежегодными визитами к эндокринологам и урологам. Гениталии Бека были описаны как «незавершенные». Половое созревание «пришло в форме таблеток», ему была сделала вагинопластика. Позже он попытался покончить с собой. Но остался жив и позже встретил Тамару Александер, позже ставшей его женой, и впоследствии перешёл на гормональную терапию тестостероном. Пара поженилась 12 февраля 2000 года. Александр говорит, что медицинские вмешательства, проводившиеся над Беком в детстве является «аналогом сексуального насилия над детьми». А каминг-аут — благословение.

## Правозащитная деятельность
По словам Бека, его правозащитная деятельность началась в 1996 году. В том же году он и Морган Холмс выступали в качестве представителей ISNA и были участниками демонстрации перед конференцией Американской академии педиатрии 26 октября 1996 года вместе с союзниками из правозащитной организации «Transsexual Menace», включая Рики Уилчинс. Холмс написала, что мероприятие было задумано не как демонстрация, а как участие в конференции. Она заявляет, что активисты пошли, чтобы выступить с сообщением «о долгосрочных результатах и чтобы оспаривать все еще преобладающее мнение врачей о том, что косметические операции по «нормализации» гениталий интерсекс-людей это лучший способом действий», но были «официально встречены с враждебностью и были выведены охранниками». После этого события Академия опубликовала пресс-релиз, в котором говорилось, что «с точки зрения эмоционального развития период от 6 недель до 15 месяцев кажется оптимальным периодом для операций на половых органах».
В 2005 году Бек появляется в документальном фильме «Middle Sexes: Redefining He and She». В 2006 году фильм был номинирован на премию GLAAD Media awards. Тамара Бек, жена Бека, появляется в фильме Intersexion, вспоминая их отношения.

## Смерть
В начале 2008 года Бек умер от рака мюллеровых протоков/рака влагалища в возрасте 42 лет, оставив свою жену и двоих детей. В ответ на его смерть Шерил Чейз заявила, что врачи не смогли распознать «проблемы со здоровьем человека с его состоянием».